# Hélène Rousseaux
Pour les articles homonymes, voir Rousseaux.
Hélène Rousseaux est une joueuse de volley-ball belge née le 25 septembre 1991 à Jette. Elle mesure 1,88 m et joue au poste de réceptionneuse-attaquante. Elle totalise 22 sélections en équipe de Belgique.

## Biographie
Elle est la fille d'Émile Rousseaux, ancien joueur de volley-ball belge devenu entraîneur, et actuel sélectionneur de l'équipe de France féminine. Son frère Tomas Rousseaux pratique également ce sport.

## Clubs
| Club                        | De        | À         |
| --------------------------- | --------- | --------- |
| VBT Vilvoorde               | 2008-2009 | 2008-2009 |
| VBC Voléro Zurich           | 2009-2010 | 2010-2011 |
| Budowlani Łódź              | 2011-2012 | 2011-2012 |
| Muszynianka Muszyna         | 2012-2013 | 2012-2013 |
| LJ Volley Modena            | 2013-2014 | 2014-2015 |
| AGIL Volley                 | 2015-2016 | jan 2016  |
| Futura Volley Busto Arsizio | jan 2016  | mai 2016  |
| Beşiktaş İstanbul           | 2016-2017 | 2016-2017 |
| KS Developres Rzeszów       | 2017-2018 | 2018-2019 |
| Nilüfer Belediye            | 2019-2020 | 2019-2020 |
| Hyundai Hillstate           | 2020-2021 | 2020-2021 |
| PTT Spor Kulübü             | 2021-2022 | 2021-2022 |
| Volley Mulhouse Alsace      | 2022-2023 | en cours  |

## Palmarès
- Coupe de la CEV
  - Vainqueur :2013.
- Championnat de Suisse
  - Vainqueur: 2010, 2011.
- Coupe de Suisse
  - Vainqueur: 2010, 2011.
- Supercoupe de Suisse
  - Vainqueur : 2010.
- Coupe d'Italie
  - Finaliste : 2015.
- Supercoupe d'Italie
  - Finaliste : 2015.
- Coupe de Pologne
  - Finaliste : 2019.
- Championnat de France :
  - Finaliste : 2023.